# Sandra Braga
Sandra Backsmann Braga (Manaus, 27 de julho de 1959), é uma empresária e política brasileira, filiada ao Movimento Democrático Brasileiro (MDB).
Sandra Braga é esposa de Eduardo Braga, com quem tem três filhas. Serviu como primeira-dama do estado do Amazonas na época em que Eduardo Braga foi governador, entre 2003 e 2010.
Nas eleições de 2010, foi eleita primeira suplente de Eduardo Braga, ao Senado Federal. Em 2015, assumiu a vaga de senadora, pelo estado do Amazonas, uma vez que Eduardo Braga foi anunciado como ministro de Minas e Energia no segundo mandato de Dilma Rousseff.